# Piotr Werner (geograf)
Piotr Artur Werner (ur. 1956) – polski geograf, specjalizujący się w zakresie systemu informacji geograficznej (GIS), profesor nadzwyczajny Uniwersytetu Warszawskiego.
W 1979 ukończył studia geograficzne na Wydziale Geografii i Studiów Regionalnych, doktoryzował się w 1984 w Instytucie Geografii i Przestrzennego Zagospodarowania PAN. Habilitację uzyskał w 2004 na Wydziale Geografii i Studiów Regionalnych UW, gdzie pracuje na stanowisku kierownika Pracowni Systemów Informacji Przestrzennej (wcześniej Pracownia Edukacji Komputerowej). 29 stycznia 2018 otrzymał tytuł profesora nauk o Ziemi.

## Wybrane publikacje
- Łatwa ścieżka : społeczeństwo a przestrzeń telekomunikacji i mediów elektronicznych, 2009
- Wprowadzenie do systemów geoinformacyjnych, 2004
- Geograficzne uwarunkowania rozwoju infrastruktury społeczeństwa informacyjnego w Polsce, 2003
- Wprowadzenie do geograficznych systemów informacyjnych, 1992
- Atlas*Gis : przewodnik użytkownika, 1992